# Banderola
Banderola (tal. banderuola – zastavica) naziv je za traku koja se pojavljuje u slikarstvu, kiparstvu, tapiseriji i grafici, a na kojoj se nalazi neki natpis koji donosi objašnjenje o prilazu ili liku uz koji se nalazi.
Banderola se prvi puta se javlja u kasnom srednjem vijeku, a u heraldici se često koristi i danas.